# Mingong
Mingong, mot emprunté du chinois : 民工, míngōng – composé de 民, mín (« gens du commun, peuple ») et de 工, gōng (« travailleur, ouvrier ») – qui peut se traduire par « travailleurs migrants ». Ces travailleurs migrants sont des paysans qui quittent les campagnes pour aller travailler dans les entreprises et chantiers des villes et zones périurbaines.

## Historique
La question des mingong est indissociable de celle du hukou, héritage de traditions séculaires, qui vise à fixer les populations. « Hukou » désigne à la fois le système d'enregistrement des résidents, qui donne un droit de résidence, et la carte de résident qui leur donne droit aux différents services locaux (écoles, hôpitaux, etc). Ce système ne permet pas de changer librement de lieu de résidence sans l'autorisation de s'installer dans la nouvelle ville. Sans quoi la carte de résident n'est pas délivrée et il n'est pas possible d'accéder aux services publics locaux (école, services de santé, etc.).
Avec l'essor économique que connaît la Chine depuis son ouverture au monde à partir de 1979, d'importants besoins en main-d'œuvre sont apparus dans et autour des grandes villes, autant dans les usines qui s'y créent que dans les chantiers de construction et les programmes de travaux publics. Ces activités attirent en masse des travailleurs venus des zones rurales, qui ne peuvent pas s'établir officiellement à cause du système du hukou. De plus, les familles restées à la campagne y disposent d'une parcelle de terre qu'elles peuvent continuer d'occuper et de cultiver. Le système du hukou contribue à faire des travailleurs migrants, privés des droits et d'accès aux services publics locaux, des travailleurs clandestins.

## Recensement et conditions sociales
Dans la mesure où ils ne sont pas enregistrés, il est difficile de connaître le nombre exact de ces travailleurs migrants. Les estimations vont de 175 à 250 millions. Les mingongs arrivent donc en ville avec l'espoir de trouver un nouveau travail et de pouvoir habiter un immeuble moderne dont les conditions de salubrité, bien que modestes, sont supérieures à celles des campagnes, mais la plupart habitent dans des bidonvilles et ont du mal à avoir un emploi stable. 
Le nombre croissant de mingongs entraîne pour ces derniers des conditions de travail déplorables qui aboutissent à une exploitation salariale sans contrat de travail, d'où le terme de flottants : en effet, n'ayant plus de travail, ils doivent le plus souvent partir, soit pour retourner dans les terres centrales, soit pour trouver un nouveau travail dans une nouvelle ville. De ce fait, ils n'ont jamais le temps de construire de carrière professionnelle ni même de foyer où ils pourraient séjourner à long terme. 
La solution au problème des mingongs semble passer par une réforme du hukou, attendue depuis longtemps. Pendant ce temps, cette main-d'œuvre mobile et à très bas prix contribue (avec la sous-évaluation du yuan) à l'extrême compétitivité des produits chinois à l'exportation, qui est le principal moteur de la croissance et du développement économique de la Chine [réf. souhaitée].